# 牛耳新设轻电铁
牛耳新设轻电铁株式会社（：／ Uisinseolgyeongjeoncheol Jusikhoesa */?）是韩国的一間股份有限公司，為浦项集团旗下的子公司，负责營運首爾輕電鐵牛耳新設線。

## 历史
- 2007年11月22日：正式成立，当时的名称是牛耳Trans。
- 2009年9月15日：首爾輕電鐵牛耳新設線動工。
- 2014年3月7日：改为现在名称[1]。
- 2017年9月2日：首爾輕電鐵牛耳新設線通車。

## 保有車輛
- 牛耳新设轻电铁UL000系电力动车组